# Bons Baisers d'Athènes
Pour les articles homonymes, voir Bons baisers de....
Pour plus de détails, voir Fiche technique et Distribution.
Bons Baisers d'Athènes (Escape to Athena) est un film britannique réalisé par George Cosmatos et sorti en 1979.

## Synopsis
Pendant la Seconde Guerre mondiale, sur une île en Grèce, un camp de prisonniers de guerre alliés est dirigé par le major Otto Hecht, un Autrichien anti-nazi auparavant marchand d'art. Le travail des prisonniers consiste à déterrer des trésors archéologiques, normalement destinés à l'Allemagne, mais dont les plus belles pièces sont en fait revendues au marché noir par le Major. Les prisonniers sont bien traités mais s'allient néanmoins avec la résistance grecque pour prendre le camp et attaquer un monastère transformé en base secrète de lancement de missiles. Ils vont être aidés par une tenancière de bordel.

## Fiche technique
- Titre original : Escape to Athena
- Titre français : Bons Baisers d'Athènes
- Réalisation : George Cosmatos
- Scénario : Edward Anhalt, Richard Lochte et George Cosmatos
- Musique : Lalo Schifrin
- Direction artistique : John Graysmark, Petros Kapouralis
- Décors : Peter James
- Costumes : Yvonne Blake
- Photographie : Gilbert Taylor
- Montage : Ralph Kemplen
- Production : Lew Grade, David Niven Junior, Jack Wiener, Erwin C. Dietrich
- Production associée : Colin M. Brewer
- Société de production : Incorporated Television Company, Pimlico Films
- Société de distribution : Associated Film Distribution
- Pays de production :  Royaume-Uni
- Langue originale : anglais
- Format : couleur (Eastmancolor) — 35 mm — 2,35:1 (Panavision) — son mono
- Genre : Guerre
- Durée : 125 minutes
- Date de sortie : 
  - Royaume-Uni : 9 mars 1979
  - France : 13 février 1980

## Distribution
- Roger Moore (VF : Claude Bertrand) : le major Otto Hecht
- Telly Savalas (VF : Henry Djanik) : Zeno
- David Niven (VF : Bernard Dhéran) : Professeur Blake
- Stefanie Powers (VF : Perrette Pradier) : Dottie Del Mar
- Elliott Gould (VF : Jacques Balutin) : Charlie
- Claudia Cardinale (VF : Michèle Bardollet) : Eleana, la tenancière du bordel
- Richard Roundtree : Net
- Sonny Bono (VF : Paul Bisciglia) : Bruno Rotelli
- Anthony Valentine (VF : Michel Bedetti) : Volkmann
- Michael Sheard (VF : Roger Lumont) : le sergent Mann
- Paul Stassino : l'associé de Zeno
- William Holden : un soldat américain (caméo non crédité)